# Vlag van Bleskensgraaf en Hofwegen

Vlag van de gemeente Bleskensgraaf en Hofwegen (1976-1986)

De vlag van Bleskensgraaf en Hofwegen is op 22 december 1976 bij raadsbesluit vastgesteld als de officiële vlag van de Zuid-Hollandse gemeente Bleskensgraaf en Hofwegen, ook wel aangeduid met Bleskensgraaf c.a. De vlag kan als volgt worden beschreven:
Drie banen van geel, blauw en geel van gelijke hoogte; over het geheel een rode broekdriehoek, eindigend in het midden van de vlag, beladen met een gele uitkomende leeuw.
De blauwe baan in de vlag stelt de Alblas voor, terwijl de kleuren geel en blauw aan het heerlijkheidswapen van Hofwegen zijn ontleend. De uitkomende gele leeuw in de rode broekdriehoek is ontleend aan het wapen van Bleskensgraaf. Het ontwerp van de vlag was afkomstig van de Hoge Raad van Adel, die andere ontwerpen afkeurde.
In 1986 ging Bleskensgraaf c.a. op in de gemeente Graafstroom. De vlag kwam daardoor als gemeentevlag te vervallen. Sinds 1 januari 2019 maakt het gebied deel uit van de gemeente Molenlanden.

## Verwante afbeeldingen

Het wapen van Bleskensgraaf en Hofwegen
Het wapen van Bleskensgraaf

Alkemade 
· Ameide 
· Ammerstol 
· Arkel 
· Asperen 
· Benthuizen 
· Bergambacht 
· Bergschenhoek 
· Berkel en Rodenrijs 
· Bernisse 
· Binnenmaas 
· Bleiswijk 
· Bleskensgraaf en Hofwegen
· Bodegraven 
· Boskoop
· Brielle 
· Cromstrijen 
· De Lier 
· Delfshaven 
· Dirksland 
· Everdingen 
· Geervliet 
· Giessenburg 
· Giessenlanden
· Goedereede 
· Goudswaard 
· Graafstroom 
· 's-Gravendeel 
· 's-Gravenzande 
· Groot-Ammers
· Hagestein 
· Haastrecht 
· Hazerswoude 
· Heenvliet 
· Heerjansdam 
· Hei- en Boeicop
· Heinenoord
· Hellevoetsluis 
· Hillegersberg
· Jacobswoude
· Kamerik
· Korendijk
· Koudekerk aan den Rijn
· Krimpen aan de Lek
· Langerak
· Leerdam
· Leidschendam
· Leimuiden
· Lexmond
· Liemeer
· Liesveld
· Maasland
· Middelharnis
· Mijnsheerenland
· Moerhuizen
· Moerkapelle
· Molenwaard
· Monster
· Moordrecht
· Naaldwijk
· Nederlek
· Nieuw-Beijerland
· Nieuwerkerk aan den IJssel
· Nieuw-Lekkerland
· Nieuwpoort
· Nieuwveen
· Noordwijkerhout
· Nootdorp
· Numansdorp
· Oostflakkee
· Oostvoorne
· Oud-Alblas
· Oud-Beijerland 
· Oude-Tonge 
· Oudenhoorn 
· Ouderkerk 
· Ouderkerk aan den IJssel
· Overschie
· Piershil 
· Pijnacker 
· Poortugaal 
· Puttershoek 
· Reeuwijk 
· Rhoon 
· Rijnsaterwoude 
· Rijnsburg 
· Rijnwoude 
· Rockanje 
· Rozenburg 
· Sassenheim 
· Schelluinen 
· Schipluiden 
· Schoonhoven 
· Schoonrewoerd 
· Sommelsdijk 
· Spijkenisse 
· Streefkerk 
· Strijen 
· Ter Aar 
· Valkenburg 
· Vianen 
· Vierpolders 
· Vlist 
· Voorburg 
· Voorhout 
· Warmond 
· Wateringen 
· Westmaas 
· Westvoorne 
· Woerden 
· Woubrugge 
· Zederik 
· Zevenhoven 
· Zevenhuizen 
· Zevenhuizen-Moerkapelle 
· Zuid-Beijerland 
· Zuidland 
· Zwammerdam 
· Zwartewaal